# Manneken-Pis
Pour les articles homonymes, voir Manneken-Pis (homonymie).
Manneken-Pis [ma.nə.kən.pis], signifiant « le petit homme [qui] pisse » en bruxellois, est une fontaine sous la forme d'une statue en bronze de 55,5 centimètres de hauteur, (61 cm avec le socle) qui représente un petit garçon nu en train d'uriner. Elle est située au cœur de Bruxelles, à deux pas de la Grand-Place, à l'intersection de la rue de l'Étuve et de la rue du Chêne. Depuis 1965, la statuette présente sur place est une copie à l'identique de celle conçue en 1619-1620 qui est conservée au Musée de la Ville de Bruxelles situé dans la Maison du Roi. Manneken-Pis est le symbole le plus connu des Bruxellois ; il personnifie aussi leur sens de l'humour (la zwanze en bruxellois) et leur indépendance d'esprit.

## Histoire

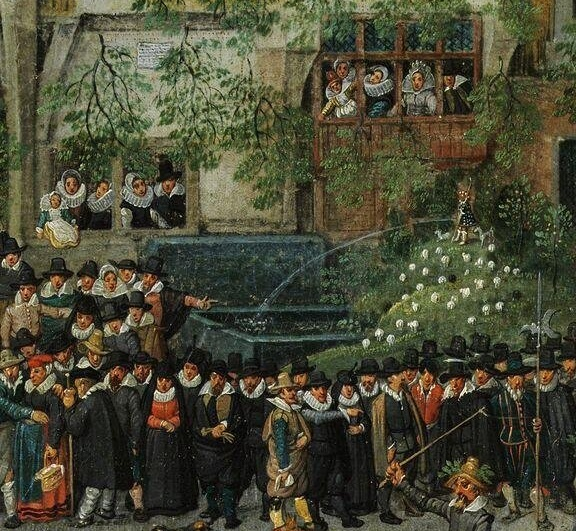
Le premier Manneken-Pis déguisé en berger à l'occasion de l'Ommegang du 31 mai 1615 (détail du tableau de Denis van Alsloot et Antoine Sallaert conservé au V&A de Londres).

La plus ancienne mention de l'existence de Manneken-Pis se trouve dans un texte administratif, qu'on peut dater de 1451-1452, sur les conduites d'eau alimentant les fontaines bruxelloises. Erronément, certains ont fait remonter la statue à un texte de 1388 voire 1377 qui fait référence en réalité à la « fontaine du petit Julien » (Juliaenkensborre)  en confondant à tort deux fontaines pourtant bien distinctes. Cette confusion explique aussi pourquoi il arrive qu'on affuble Manneken-Pis du sobriquet de petit Julien. Dès l'origine, la fontaine joue un rôle essentiel dans la distribution d’eau potable. Elle se situe alors sur le parcours de la rue du Chêne, juste avant l'angle que forme celle-ci avec la rue de l'Étuve. Elle prend place sur une colonne et déverse son eau dans un double bassin rectangulaire en pierre. Les seules représentations de cette première statuette se trouvent, de manière très schématique, dans un tableau de Denis Van Alsloot représentant l'Ommegang bruxellois de 1615 et dans un dessin préparatoire à cette peinture.
La première statue est remplacée par une nouvelle version en bronze commandée en 1619 à Jérôme Duquesnoy l'Ancien (1570-1641), grand sculpteur bruxellois de l'époque, père de Jérôme Duquesnoy le Jeune et de François Duquesnoy. Elle est vraisemblablement fondue et installée en 1620. Au même moment, la colonne servant de support à la statuette et le double bassin rectangulaire recueillant l'eau sont entièrement refaits par Daniel Raessens.

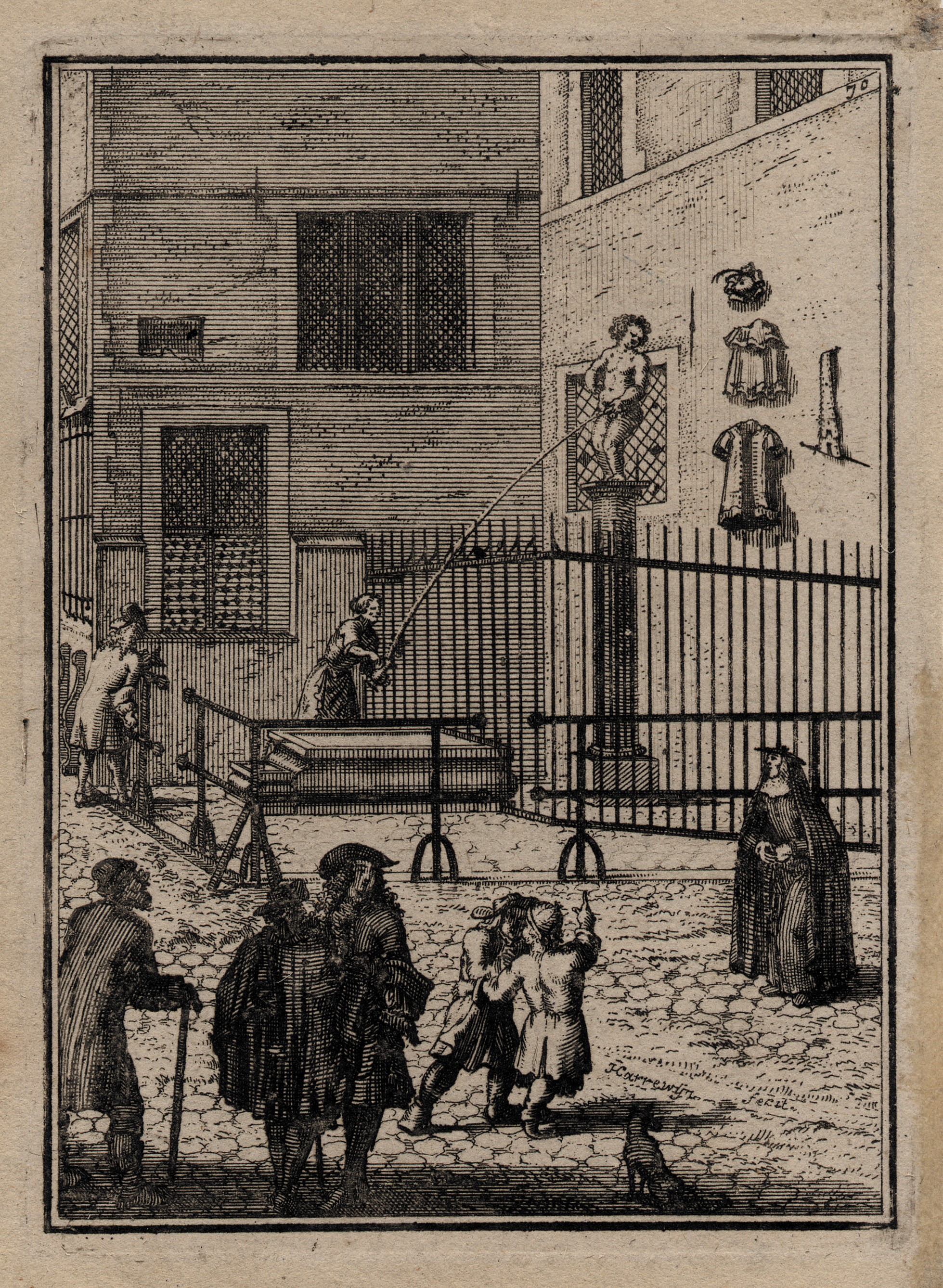
Fontaine de Manneken-Pis. 1697. Gravure de J. Harrewijn.

Comme le montre cette gravurede Jacques Harrewijn datant de 1697, la fontaine ne se situe désormais  plus sur la voie publique, mais dans un renfoncement aménagé à l'angle des rues du Chêne et de l'Étuve.

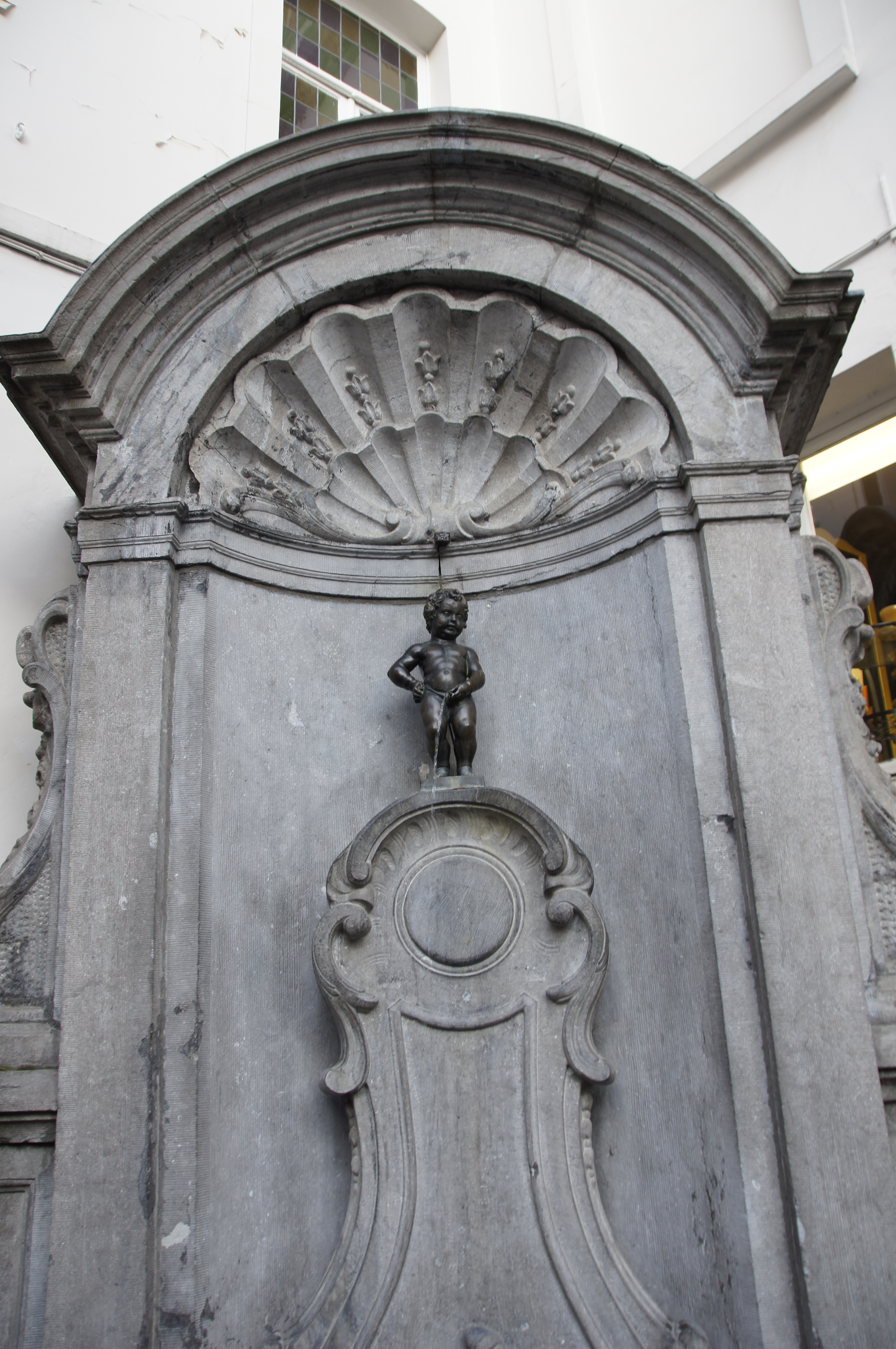
Manneken-Pis dans son écrin aménagé en 1770.

En 1770, la colonne et le double bassin rectangulaire disparaissent ; la statuette est intégrée dans un nouveau décor en pierre de style rocaille provenant d'une autre fontaine bruxelloise démantelée. L'eau s'écoule simplement au travers d'une grille au sol qui sera remplacée par une vasque au XIXe siècle. Dans son nouvel écrin, Manneken-Pis donne l'impression d'être plus petit que dans son aménagement d'origine.
L'ensemble est protégé par une grille, dont la dernière version date de 1851. Celle-ci empêche dès ce moment l'accès à l'eau, reléguant la fontaine à un rôle décoratif et symbolique. C'est aussi le cas, vers la même époque, des autres fontaines bruxelloises dans la mesure où la Ville de Bruxelles rend possible dès 1855 la distribution d'eau potable à domicile.
Au cours de son histoire, la statue de Jérôme Duquesnoy l'Ancien dut faire face à de nombreux aléas. Elle ne fut pas endommagée par le bombardement de Bruxelles de 1695 par l'armée française, mais, les canalisations ayant été touchées, elle ne put livrer son eau pendant un certain temps. Un pamphlet publié la même année raconte cet épisode. Ce texte est le plus ancien attestant que Manneken-Pis est devenu « un objet de gloire apprécié par tous et renommé dans le monde entier ». C’est la première fois aussi qu’il sert de symbole aux Bruxellois. Et il s’exprime déjà avec cet humour caractéristique, bon enfant et irrévérencieux, qui est si cher au cœur des habitants de Bruxelles. On raconte aussi traditionnellement qu'après le bombardement, on plaça  au-dessus de sa tête une inscription tirée d'un passage de la Bible : « In petra exaltavit me, et nunc exaltavi caput meum super inimicos meos. » (le Seigneur m'a élevé sur un socle de pierre, et maintenant moi, j'élève ma tête au-dessus de mes ennemis).

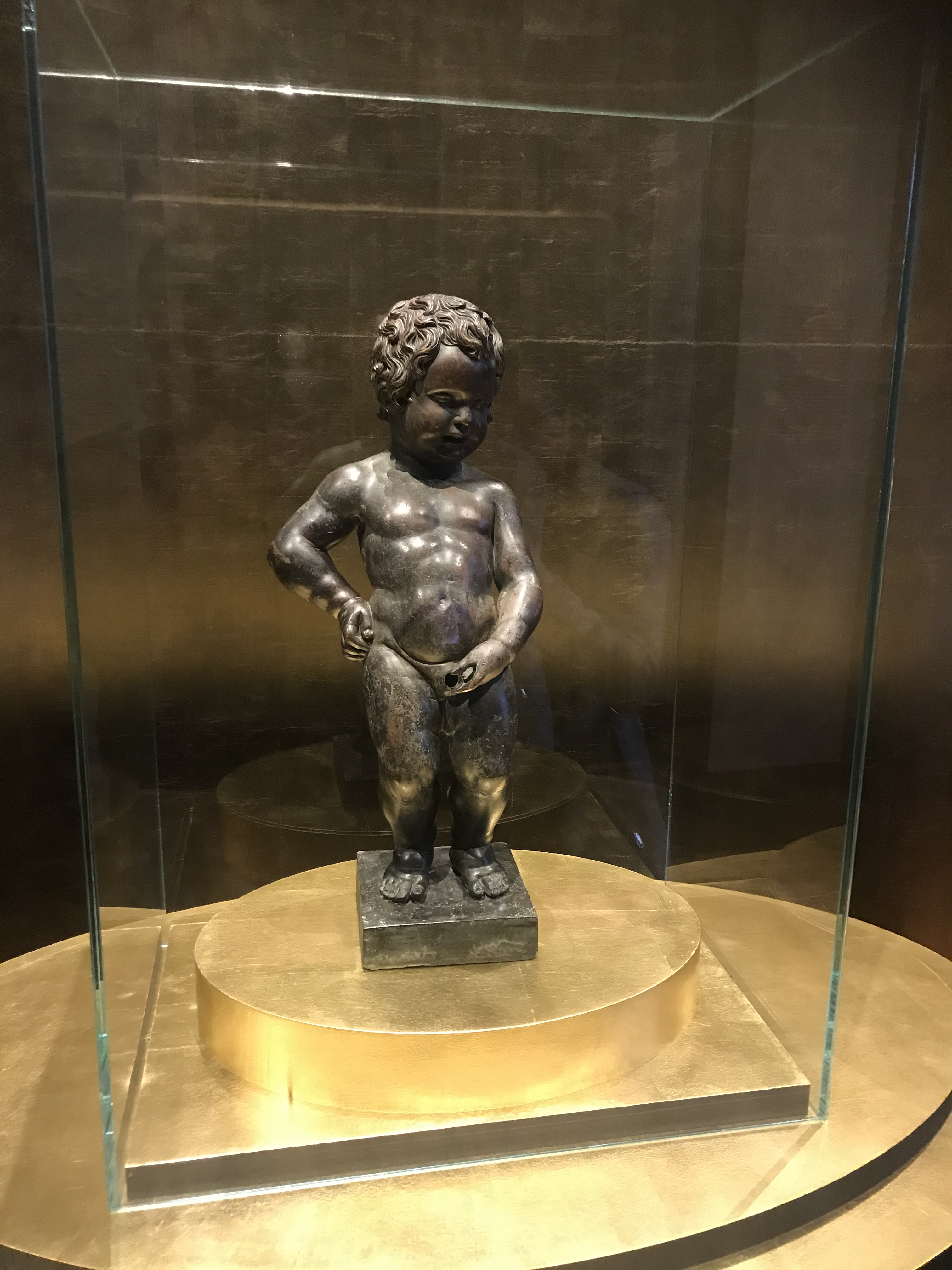
Statue originale de 1619 conservée au Musée de la Ville de Bruxelles.

La statue fut, à plusieurs reprises, l'objet de vols ou de tentatives de vol. La légende voudrait que la statue ait été enlevée en 1745 et retrouvée à Grammont qui en aurait alors reçu une copie, mais rien n’est moins vrai. En réalité, la première tentative de rapt attestée fut entreprise en 1747 par un groupe de soldats français en garnison à Bruxelles. Pour calmer les esprits, le roi de France, Louis XV, offrit un habit de gentilhomme à Manneken-Pis, l'autorisant à porter l'épée, et le décora de la Croix de saint Louis. La statue fut volée en 1817 par le repris de justice Antoine Licas. Le coupable fut lourdement puni : condamné aux travaux forcés à perpétuité, il fut d'abord attaché pendant une heure à un carcan sur la Grand-Place. L'original ayant été brisé en 11 morceaux lors de son enlèvement en 1817, il fut restauré par un soudeur spécialisé sous la supervision du sculpteur Gilles-Lambert Godecharle. La statue est alors vissée sur un nouveau socle marqué « 1620 – REST 1817 ». Manneken-Pis connut d'autres péripéties au XXe siècle. Deux tentatives de vol se produisent en 1955 et 1957. Dérobé pendant une nuit glaciale du 16 au 17 janvier 1963 par des étudiants du club anversois "Les Vikings" avec un motif de bienfaisance pour les moins-valides. Le résultat était une somme de 80.000 BEF. Il fut aussitôt retrouvé et il n'y a pas eu de sanctions. Les choses furent plus graves lors de sa disparition en 1965 : la statuette avait été brisée par le voleur et il n'en subsistait que les pieds et les chevilles. Le corps fut néanmoins retrouvé en 1966. Au mois de juin, le magazine anversois De Post reçut un coup de téléphone anonyme, signalant que la statuette se trouvait dans le canal de Charleroi. Elle y fut retrouvée par des plongeurs envoyés par le magazine, et fut ramenée à Bruxelles le 27 juin. Restaurée une nouvelle fois, la statue fut mise à l'abri et est désormais exposée au deuxième étage du Musée de la Ville de Bruxelles occupant la Maison du Roi. Sur place, à l'angle des rues du Chêne et de l'Étuve, elle fut remplacée par une copie à l'identique. Cette copie fut de nouveau volée par des étudiants le 26 avril 1978. Cette fois-ci par des membres du cercle étudiant "Ad Fundum" d'Anderlecht (Chomé Wijns) comme épreuve pour l'élection du président du cercle[pas clair]. Ils reçurent comme punition la confection d'un nouveau costume. Chaque année la statue porte le costume à l'occasion du baptême des nouveaux étudiants et débite un tonneau de bière[réf. nécessaire].
Jusqu'en 1926, la fontaine était alimentée par une source naturelle qui se trouvait dans le jardin de l'actuel no 5, rue Coppens.

## Symbolique
Les origines de la première statue de Manneken-Pis datant d’avant 1451 ne sont pas documentées. On sait toutefois que, dans la première moitié du XVe siècle, plusieurs autres bambins urinant sculptés pour servir de fontaine ont vu le jour à Florence. On trouve également un gamin qui pissait de l'eau rose, comme entremets mécanique au banquet du faisan organisé par le duc de Bourgogne à Lille en 1454. Le thème de l'enfant urinant, ailé ou non, remonte en réalité à l'Antiquité gréco-romaine. Il figurait alors Éros-Cupidon, le dieu de l'amour, en train de se soulager, symbolisant la fertilité et le débordement joyeux. Sa réapparition est attestée à Florence dès 1400, où la figure d'origine antique est assimilée à un petit esprit ou un lutin (spiritello) amusant et innocent. Plus tard, on parlera en termes savants de putto pisciatore ou de puer mingens pour désigner l'iconographie de l'enfant urinant qui restera en vogue dans les arts (peinture, sculpture, gravure, fresque, papier peint) jusqu'au XVIIIe siècle. Aujourd’hui encore, on peut voir des fontaines de ce type en action à Rouen (fontaine Saint-Maclou), Lacaune (fontaine des pisseurs) et Copenhague (fontaine de la Charité). La diffusion du thème bénéficie particulièrement du Songe de Poliphile, livre illustré publié en 1499. Dans cet ouvrage, des bambins pisseurs apparaissent à plusieurs reprises, de même que des nymphes faisant jaillir l'eau de leur poitrine. La vogue de la figure de l’enfant urinant s’intègre effet plus largement dans le goût pour les fontaines anthropomorphes. À Bruxelles même, on trouve mention d'une fontaine provisoire ayant l’aspect d’une sirène qui fait jaillir du vin de ses seins à l’occasion du mariage d’Antoine de Bourgogne célébré en 1409 au palais du Coudenberg.  Selon l'architecte et historien des jardins Emmanuel d'Hennezel ce genre de statuette se trouvait sur des hauts portiques et arrosait par effet de surprise les promeneurs dans les jardins de prestige.Au XVIe siècle, plusieurs fontaines sont aménagées à Bruxelles, qui figurent des divinités antiques féminines projetant de l'eau de leurs seins : deux sont publiques, situées devant la Maison du Roi[réf. nécessaire] et à l'arrière de l'église Saint-Nicolas, la troisième est privée (elle est exposée aujourd'hui au Musée de la Ville de Bruxelles).
On peut émettre l'hypothèse que la première version de Manneken-Pis datant d'avant 1451 s’inscrit dans cette histoire ainsi que dans le goût médiéval pour les fontaines surprenantes. En tout cas, c'est indéniablement la figure du putto urinant que Jérôme Duquesnoy l'Ancien a traitée en exécutant la seconde version de Manneken-Pis en 1619-1620. Le ventre rebondi et la puissante musculature du petit personnage sont caractéristiques de cette iconographie.
Dès ses débuts, le caractère humoristique de Manneken-Pis a certainement dû plaire. Tout au long de son existence, d’autres traits lui ont également été associés, dans lesquels les Bruxellois ont aimé se retrouver. On voit en lui un gamin irrévérencieux, épris de liberté, capable de braver le qu’en-dira-t-on. Ceci explique vraisemblablement pourquoi Manneken-Pis a fini par devenir, au plus tard au cours du XVIIe siècle, le symbole des Bruxellois.
Cette dimension symbolique ne s’est plus jamais démentie par la suite, faisant de Manneken-Pis « le plus ancien bourgeois de Bruxelles ». Pour le Bruxellois, se réclamer de cette statue gentiment provocante contribua à l’élaboration d’une représentation de soi comme d'un être espiègle, moqueur, libre et doté d’un grand sens de l’humour.

## Folklore
Le jet d'eau est, à l'occasion de fêtes, remplacé par des breuvages. Ainsi, on rapporte qu'en 1890, au cours de grandes fêtes bruxelloises qui se déroulèrent durant deux jours, le petit bonhomme distribua du vin et du lambic (bière bruxelloise). Actuellement, certaines sociétés folkloriques bruxelloises ont gardé pour tradition lors de célébrations annuelles (Saint-Verhaegen…) d'offrir à boire en faisant couler de la bière par Manneken-Pis.
Pour autant, et bien qu'elle soit une visite essentielle pour les touristes visitant Bruxelles, la statue a été élue en 2012 « curiosité la plus décevante d'Europe ».

## Légendes

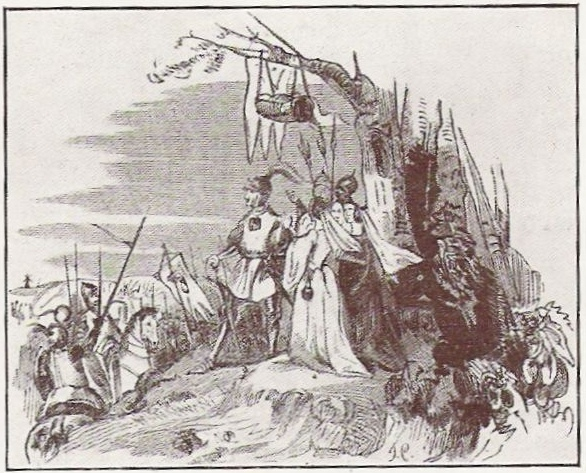
Godefroid III de Louvain dans son berceau sur une branche de chêne lors de la bataille de Ransbeek.

L'obscurité entourant ses origines a donné matière à de nombreuses historiettes. Le premier à les mettre par écrit en 1824 est le prolifique auteur français Jacques Collin de Plancy. D'autres sont ensuite rapportées par différents écrivains, dont Guillaume Devogel dans ses célèbres Légendes bruxelloises. Parmi les plus souvent citées figurent les suivantes.
En 1142, alors que le duc de Lotharingie, Godefroid III, était encore un tout jeune enfant au berceau, certains de ses vassaux se révoltèrent et affrontèrent les troupes ducales lors de la bataille de Ransbeek à Ransbeek. Pour donner du cœur au ventre à ses partisans, le berceau de l'enfant fut pendu à un chêne sur le champ de bataille. Alors que ses troupes étaient en mauvaise posture, le petit duc se dressa dans son berceau et satisfit un besoin naturel. Ce geste redonna courage à ses troupes qui vainquirent l'ennemi. La fontaine perpétuerait le souvenir de cette victoire. Le nom de la rue du Chêne, au coin de laquelle se trouve la statue, rappellerait l'arbre qui se dressait sur le champ de bataille. Cette légende de Manneken-Pis  s’est élaborée en assimilant l’histoire de Godefroid III déjà rapportée par les ‘Brabantsche Yeesten’, chroniques du Brabant rédigées au XIVe siècle.
Une autre légende raconte qu'un enfant aurait éteint, à sa manière, la mèche d'une bombe avec laquelle les ennemis de Bruxelles voulaient mettre le feu à la cité.
Une autre encore prétend qu'un enfant perdu aurait été retrouvé par son père, riche bourgeois de Bruxelles, dans la position que l'on imagine.
Pour certains, il s’agirait d’un petit Bruxellois du VIIIe siècle condamné à ne plus grandir et ne plus s’arrêter de faire pipi, pour expier la faute de son père qui avait tenté de s’en prendre à la pudeur de sainte Gudule.
On parle aussi d'un petit garçon qui avait pour habitude d'uriner sur la maison d'une sorcière. Un jour, la sorcière voulut figer le petit garçon, mais un saint homme mit à la place une statue du petit garçon le représentant.

## Querelle avec Grammont

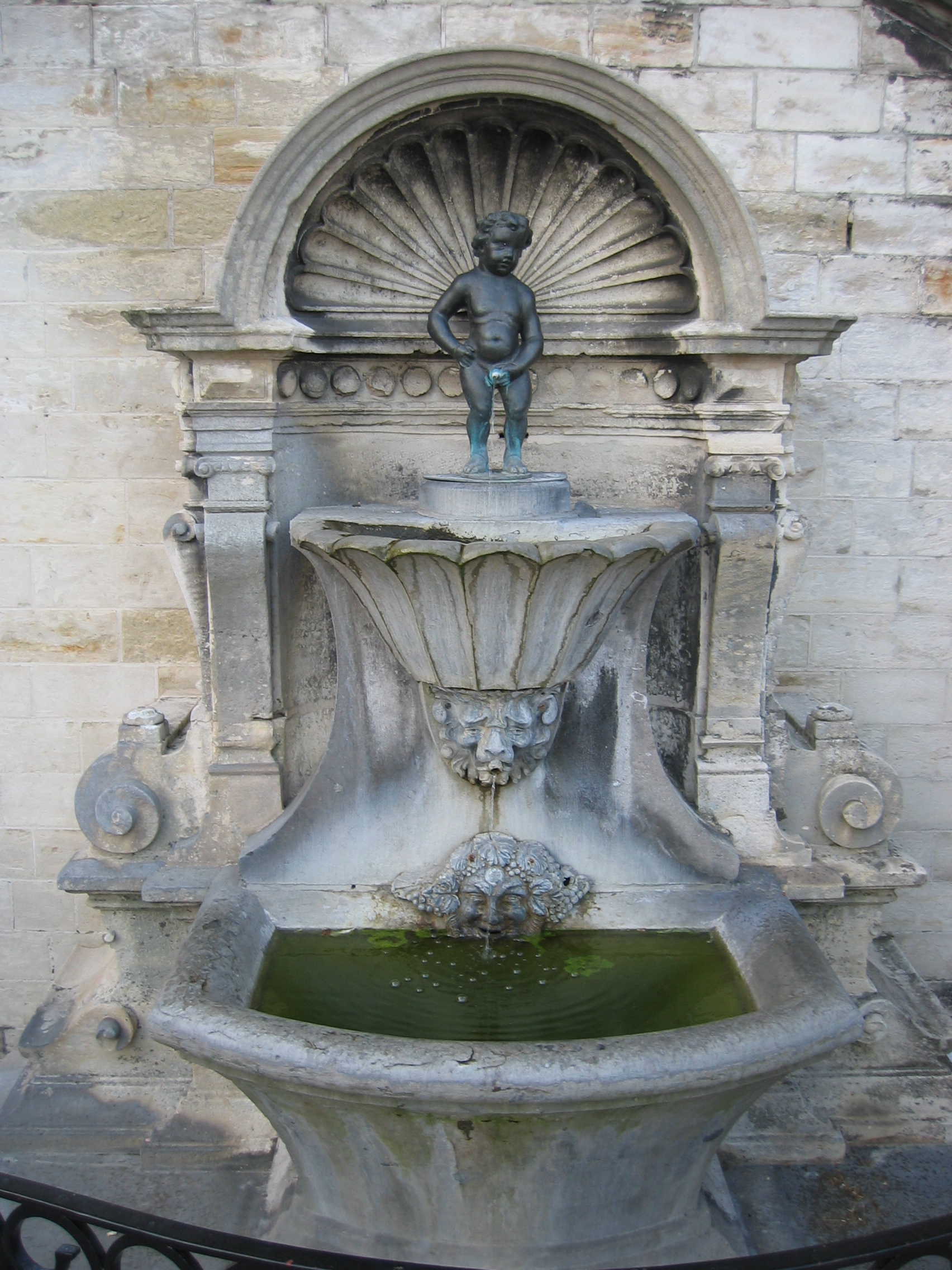
Manneken-Pis de Grammont.

Il y a une querelle amicale entre les deux villes pour savoir lequel des Manneken-Pis est le plus ancien.
En 1459, les échevins de la Ville de Grammont firent réaliser à Bruxelles leur propre Manneken-Pis. La statue fut fondue en laiton par Reinier Van Tienen, sur la base d’un modèle conçu par Gillis Vander Jeught. On peut supposer que la première version de la statuette du Manneken-Pis bruxellois datant d'avant 1451 lui ait servi d'inspiration.
Si l'on regarde l'âge des statues actuelles, il faut remarquer que le Manneken-Pis de Bruxelles comme celui de Grammont sont des répliques.
La conception de celui de Grammont, qui date de 1459, est donc antérieure à celle de la statue de Jérôme Duquesnoy l'Ancien, datant de 1619. C'est sur cette base que Grammont affirme que son Manneken-Pis est le plus ancien, mais il existait déjà un Manneken-Pis en 1452 à Bruxelles, et donc la tradition serait donc bien légèrement plus ancienne à Bruxelles.

## Copies et imitations de Manneken-Pis

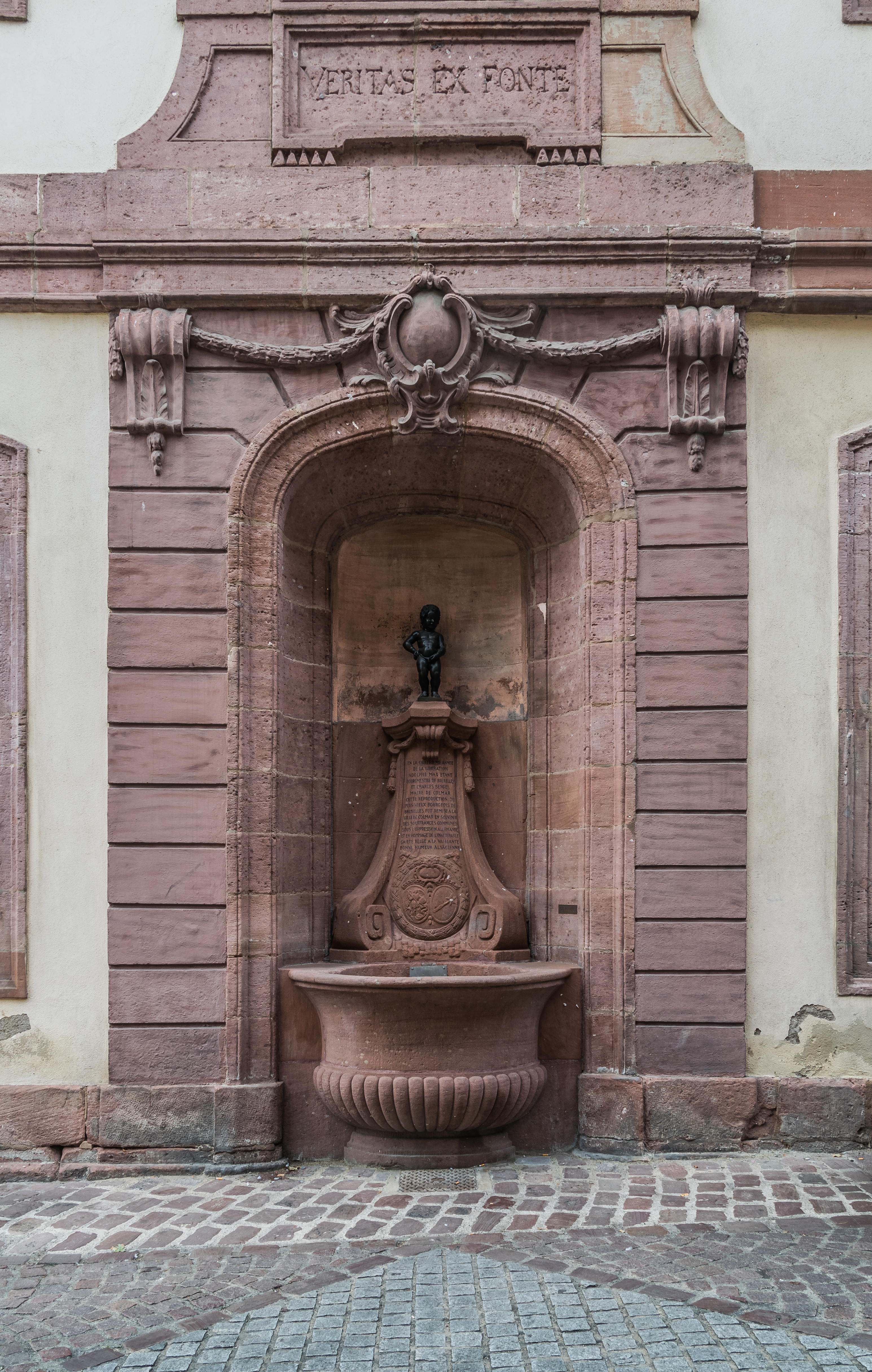
Manneken-Pis de Colmar.

Très tôt, la nouvelle version de Manneken-Pis due à Jérôme Duquesnoy l'Ancien fit l'objet de répliques décoratives. Le Musée de la Ville de Bruxelles en expose une qui a été fondue par Jacques Van den Broeck en 1630.
Depuis le XXe siècle, de nombreuses copies ou imitations de Manneken-Pis ont vu le jour tant en Belgique qu'à l'étranger. Il faut distinguer les copies officielles offertes par la Ville de Bruxelles des copies et imitations effectuées à titre privé par des fans du petit personnage.
- Copies officielles, elles ont été offertes à : 
  - Colmar (1922) : Manneken-Pis de Colmar ;
  - Osaka (1928)[45] ;
  - Poitiers (1950)[46],[47] ;
  - Monaco (1951) ;
  - Londres (1959) ;
  - Broxeele (1979) : Manneken-Pis de Broxeele ;
  - Benalmádena (1991) ;
  - Nagoya (2015).

- Copies non officielles et imitations :  
  - En 1923, une statue fut placée à Coxyde. Le socle portait l'inscription « Le nouveau bourgeois de Coxyde ». À la suite d'une modification de parcelle, la statuette se retrouva dans le jardin de la voisine qui l'appréciait peu et la remplaça par une statuette de la Vierge Marie. En 2008, l'Ordre des Amis de Manneken-Pis offrit un nouvel exemplaire, qui fut placé non loin de son lieu d'origine[48].
  - En 1924, l'ancienne imprimerie Winance-Laurent située sur la Grand-Place de Binche devient le café « Manneken-Pis » (actuellement « Le Diapason »). À cette occasion, le bâtiment se pare d'une copie de la statue du ket de Bruxelles que l'on peut toujours voir sur la façade donnant sur la rue Saint-Jacques.
  - En 1928, la commune de Braine-l'Alleud aménage une fontaine copiant la statuette bruxelloise, qu’elle baptise El gamin qui piche[49].
  - À Laeken au Mutsaard, il existe également une copie[50]

En dehors de la Belgique, il en existe dans différents pays tels que le Japon (une copie à Tokyo en gare de Hamamatsuchō, une autre à Kobe), l'Espagne (à Llançà, dans la province de Gérone), la France (Paris, Moux, Lyon, col de la Schlucht dans les Vosges), les États-Unis (Lafayette en Louisiane, Las Vegas) ou encore l'Équateur à Zaruma (es). Des Belges avaient aussi exporté Manneken-Pis au Congo belge, puisqu'il y en avait un à Kinshasa (Léopoldville à l'époque) et à Luluabourg.
En France, à Oyonnax, une fontaine ornée d'une copie du Manneken-Pis a été érigée en 1888 sous l'administration du maire Lucien Verdet pour mettre à l'honneur la compagnie des Eaux. La statuette fut volée mais elle a été refaite et introduite à nouveau en 2020.

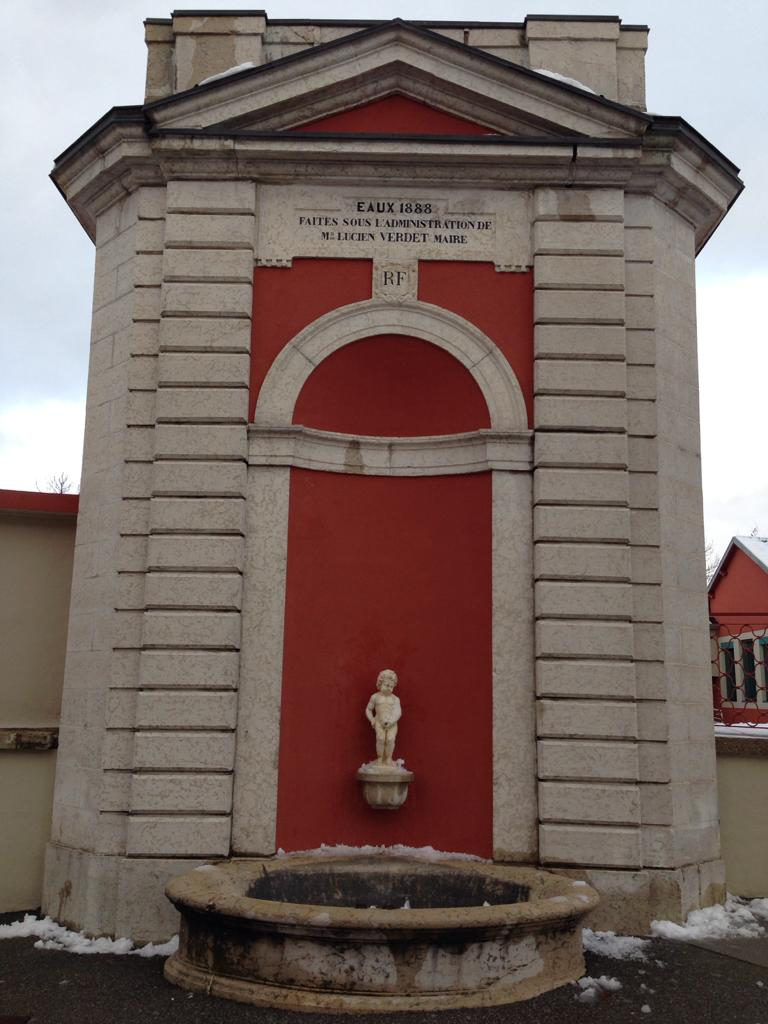
Fontaine du Manneken-Pis (1888), Rue de la Victoire, à Oyonnax (France).

## Statues inspirées par Manneken-Pis
À Bruxelles même, Jeanneke-Pis, située dans une petite ruelle nommée l'impasse de la Fidélité tout près de la rue des Bouchers, représente une petite fille accroupie en train d'uriner. Elle alimente une petite fontaine. Elle est cependant moins illustre que son pendant masculin. Elle est aussi bien plus récente.
Le Zinneke-Pis, représentant un chien urinant contre une borne, peut être vu comme un clin d’œil au Manneken-Pis. Il n'est cependant pas associé à une fontaine. Zinneke signifie bâtard en bruxellois.

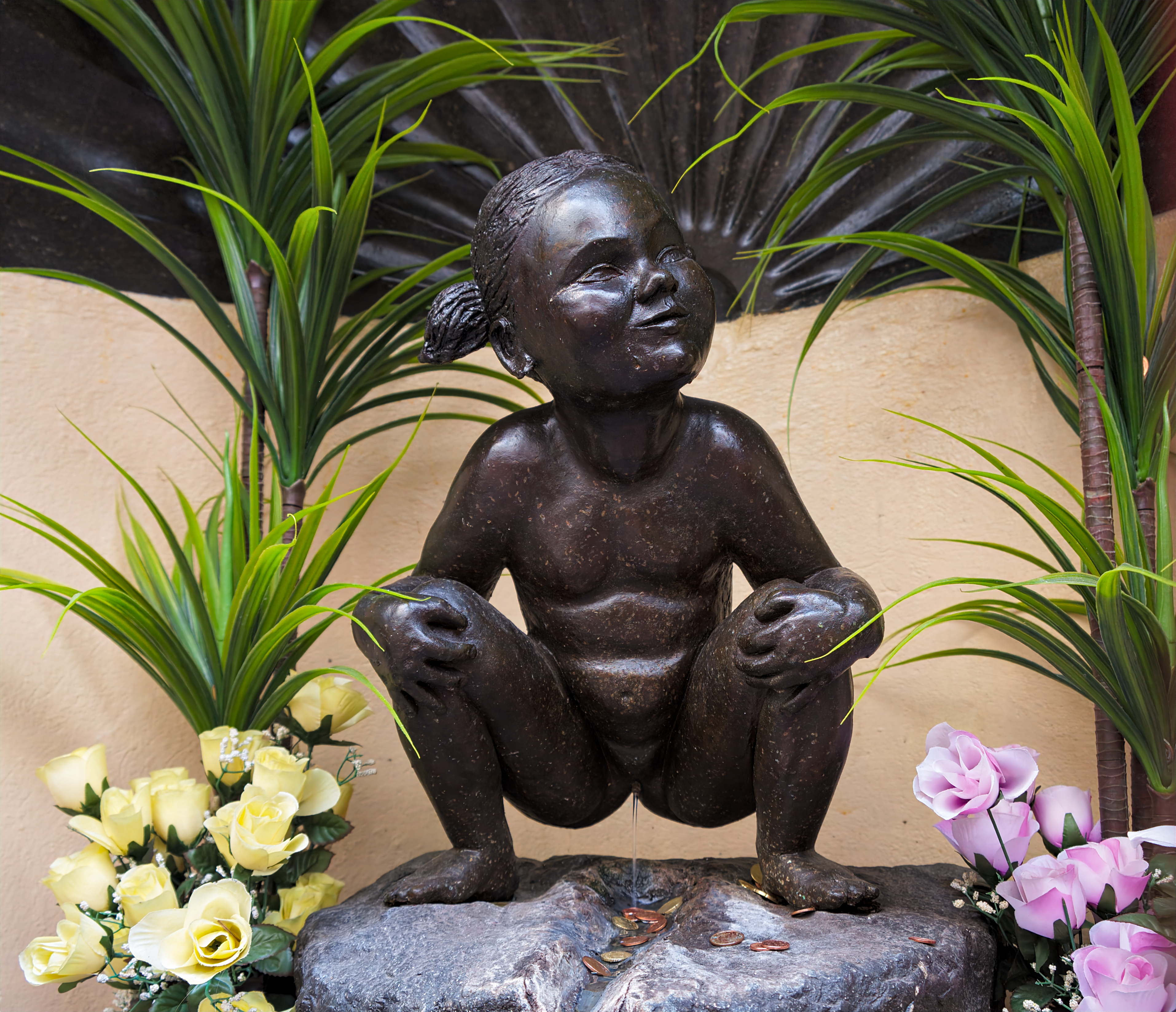
Jeanneke-Pis.
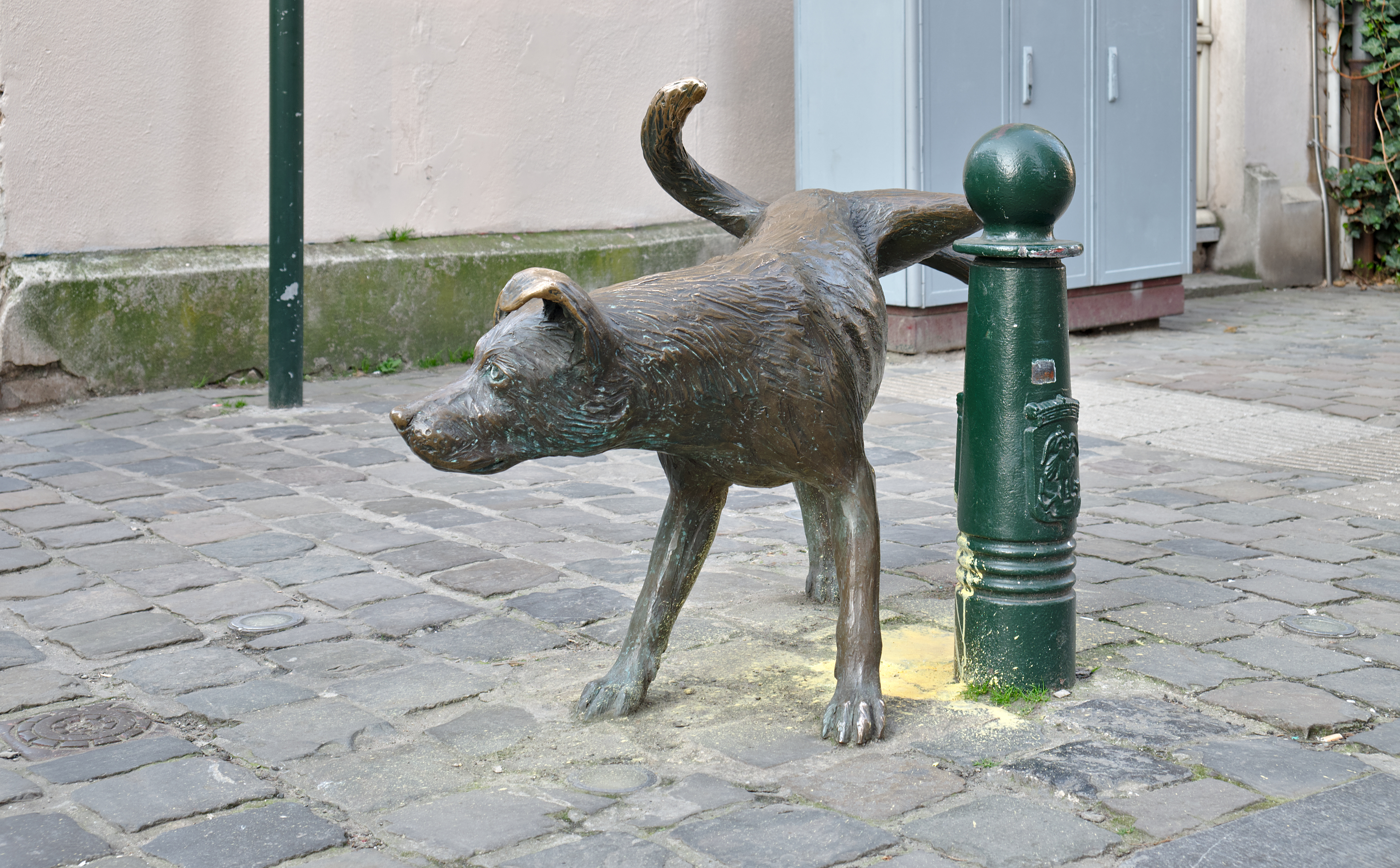
Zinneke-Pis.

## Garde-robe
Le plus ancien témoignage de la tradition d’habiller Manneken-Pis remonte à 1615. Lors de l'Ommegang bruxellois organisé cette année-là en l’honneur de l’archiduchesse Isabelle, Manneken-Pis porte un costume de berger.
Traditionnellement, on rapporte qu’en 1695, le gouverneur-général Maximilien-Emmanuel de Bavière en poste à Bruxelles offrit un habit de couleur bleue (couleur de la Bavière) à la fois à Manneken-Pis et à la statue de saint Christophe, patron de la guilde militaire des arquebusiers bruxellois. L'habitude de revêtir des statues religieuses est courante depuis le Moyen Âge. Offrir des vêtements à une statue non-religieuse est, en revanche, exceptionnel. Ceci ne peut se comprendre que par le statut de symbole des Bruxellois que Manneken-Pis a progressivement acquis.
En 1720, le chanoine P. de Cafmeyer relate la tradition d’habiller Manneken-Pis à l’occasion des diverses fêtes annuelles rythmant la vie des Bruxellois. Il rapporte aussi que les étrangers de passage à Bruxelles ont pris l’habitude de venir saluer la statuette.
Le plus ancien costume conservé est celui de gentilhomme, offert en 1747 par le roi de France Louis XV pour calmer les habitants de Bruxelles, furieux parce que des soldats français avaient tenté de dérober la statuette. Il porte la Croix de Saint-Louis dont le roi l'avait également honoré.
En 1756, un inventaire indique que la garde-robe de Manneken-Pis contient cinq habits complets. Sa garde-robe ne s’est pas beaucoup étoffée avant le XXe siècle. De 1918 à 1940, une trentaine de costumes lui ont été offerts. Mais c’est surtout après 1945 que le mouvement a pris une ampleur exceptionnelle : la garde-robe compte plus de 400 costumes en 1994, plus de 750 en 2005, plus de 950 en 2016.
Autrefois, le costume était taillé sans patron de coupe. Les manches étaient rembourrées d’ouate et se terminaient par des gants. C’est seulement depuis 1945 qu’un patron permet la confection de costumes plus ajustés.
Les thèmes des habits sont divers et de toutes nationalités : costumes de gala, militaires, estudiantins, folkloriques, associatifs, de musiciens, de sportifs, de personnages célèbres, de légende ou réels...
La garde-robe, qui compte mille costumes depuis le 12 mai 2018,, est conservée au Musée de la ville de Bruxelles, situé dans la Maison du Roi sur la Grand-Place. En 2017, la Ville de Bruxelles ouvre un nouvel espace muséal au 19, rue du Chêne entièrement consacré à la présentation des habits les plus emblématiques de la garde-robe de Manneken-Pis.

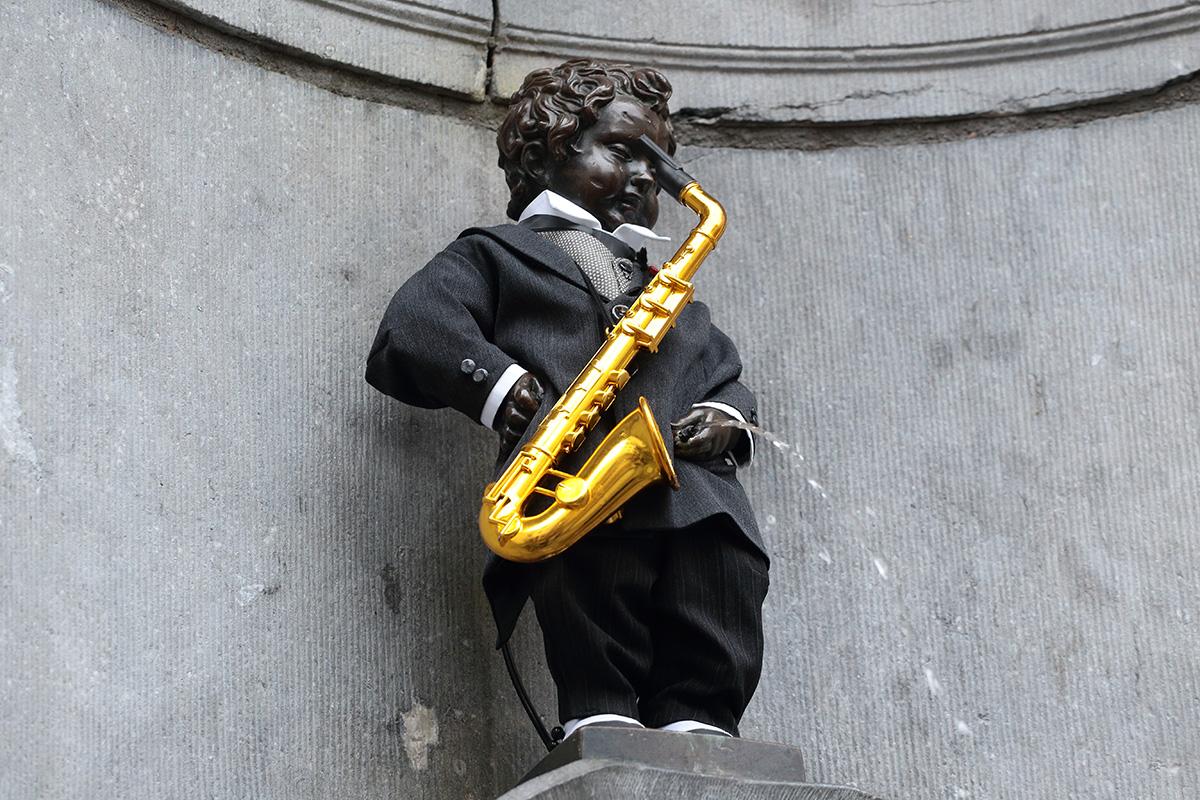
Un saxophone pour Manneken-Pis.
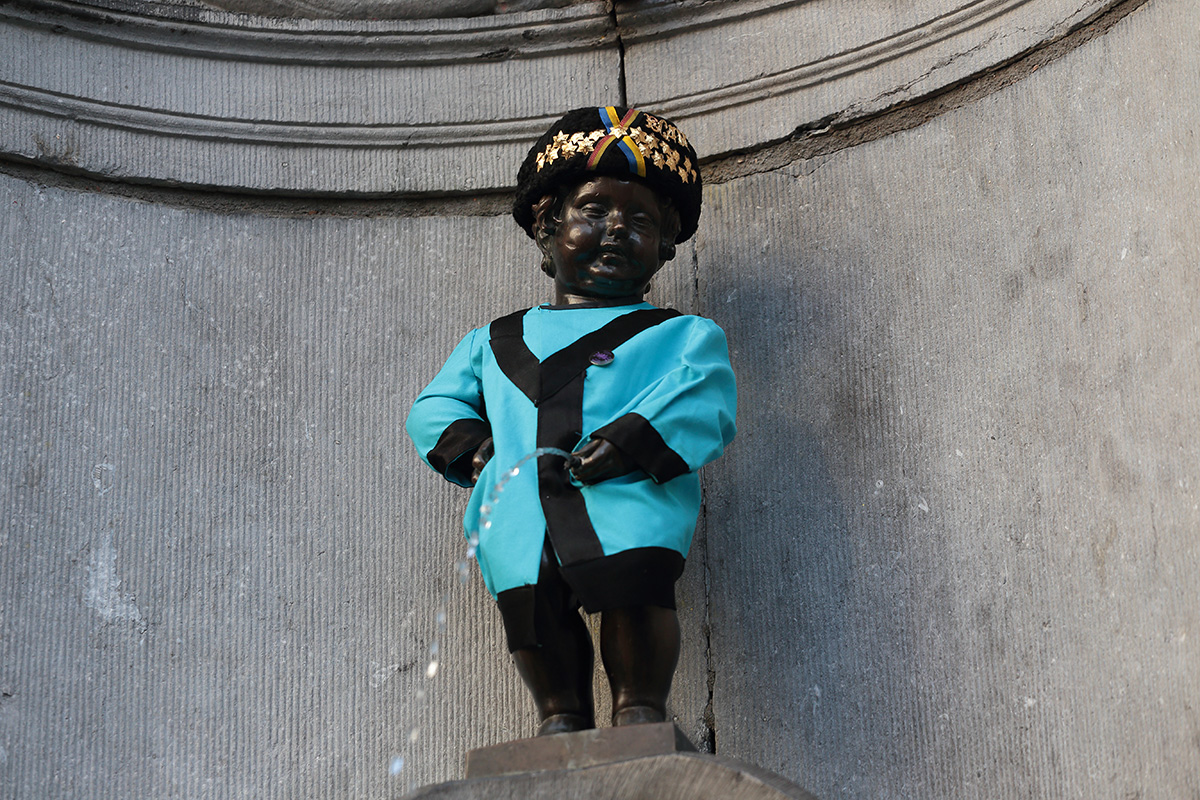
Manneken-Pis aux couleurs de l’Ordre de Vulcain.
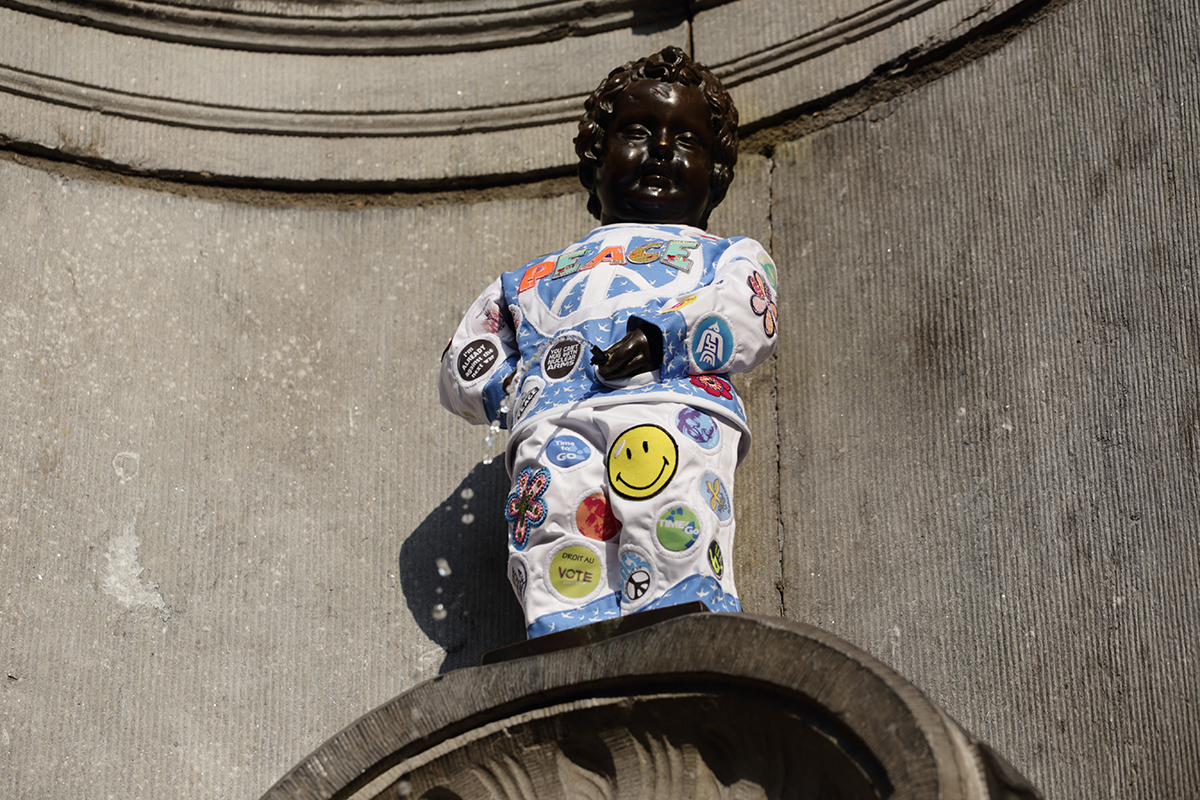
Manneken-Peace, le ketje aux couleurs de la Paix.
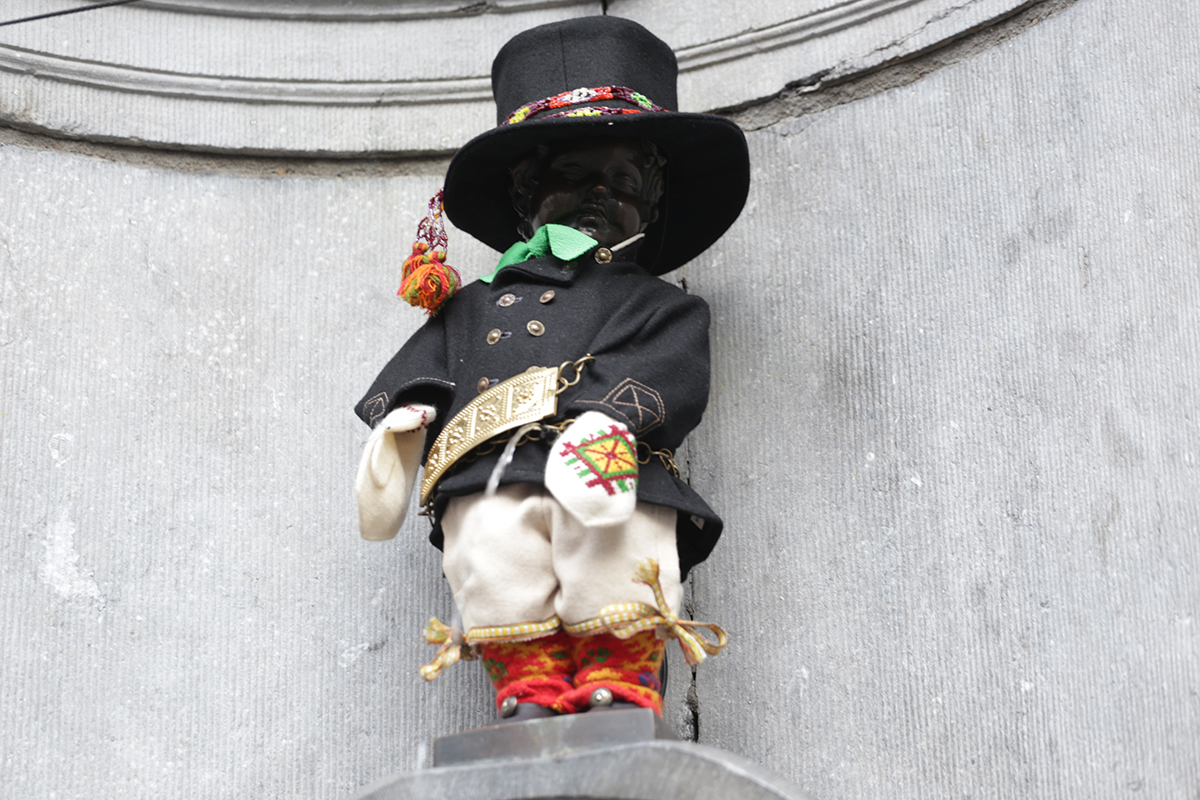
Manneken-Pis pour la Lettonie.
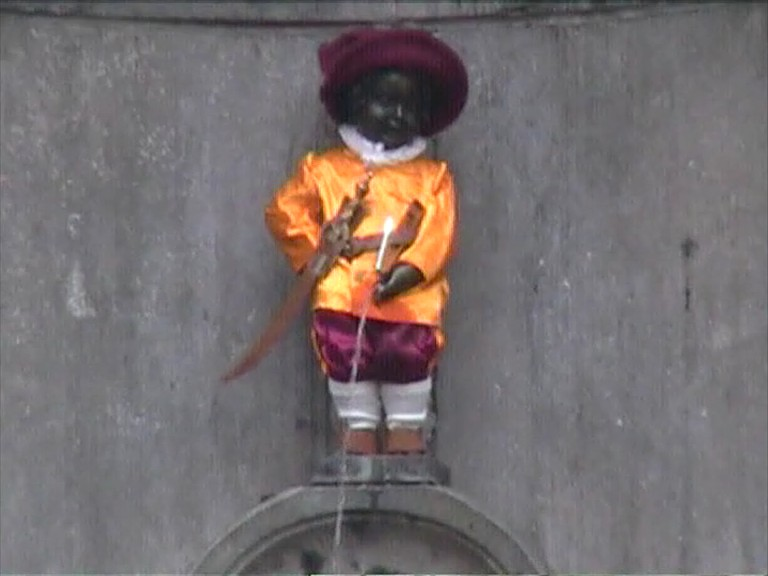
Mai 2002.
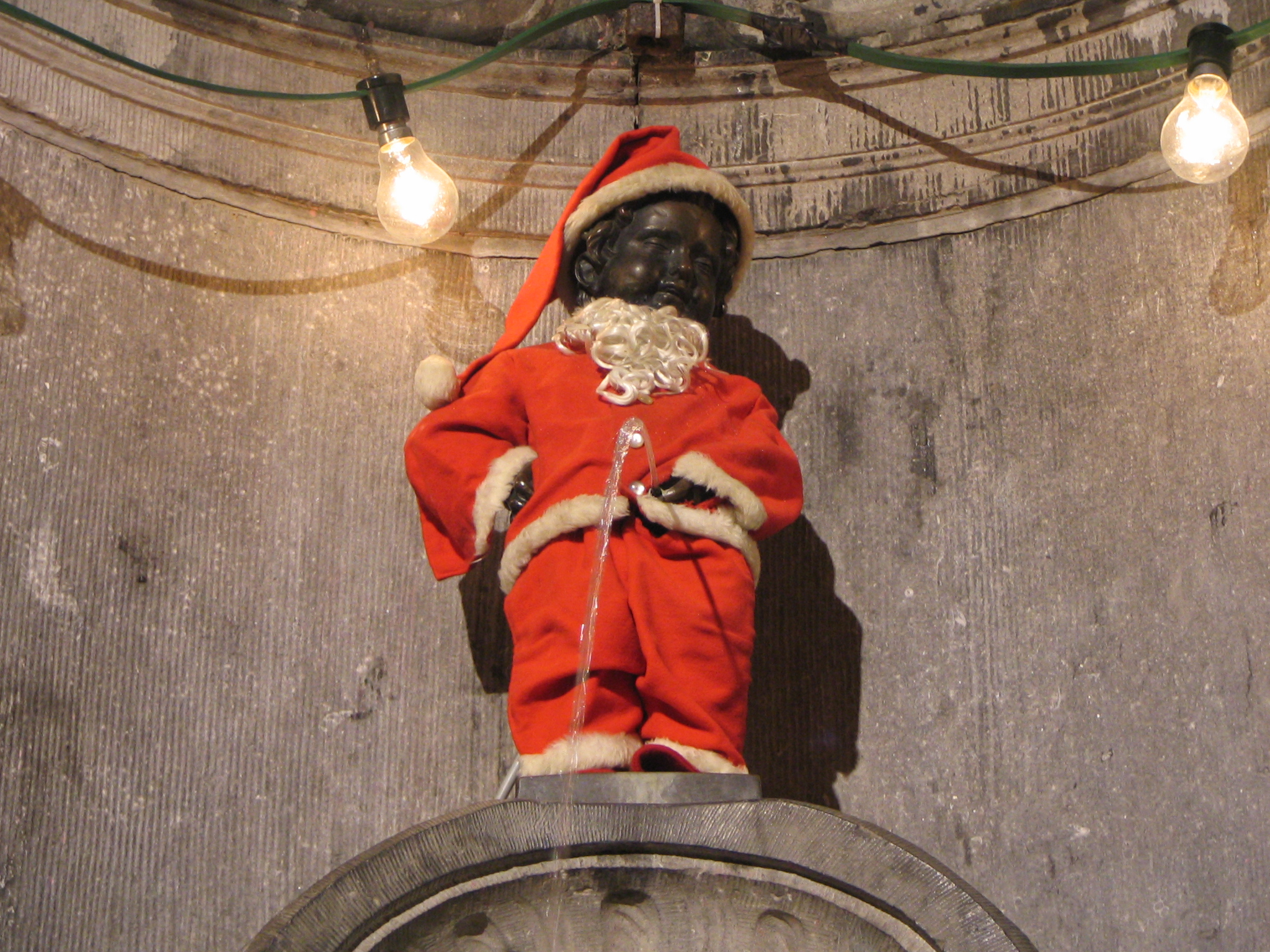
20 décembre 2004, avant Noël.
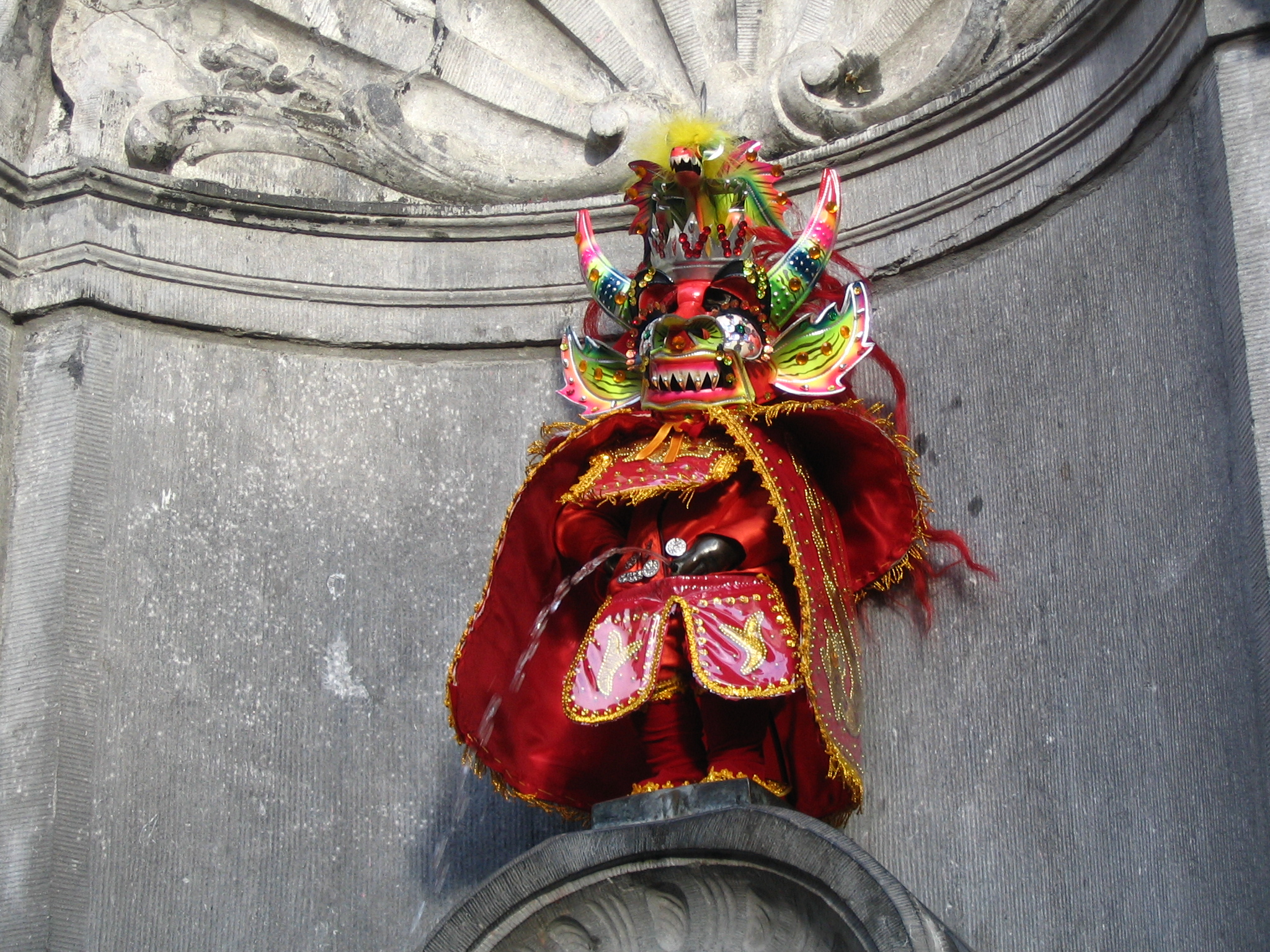
3 mars 2007, en Diablada (Bolivie).

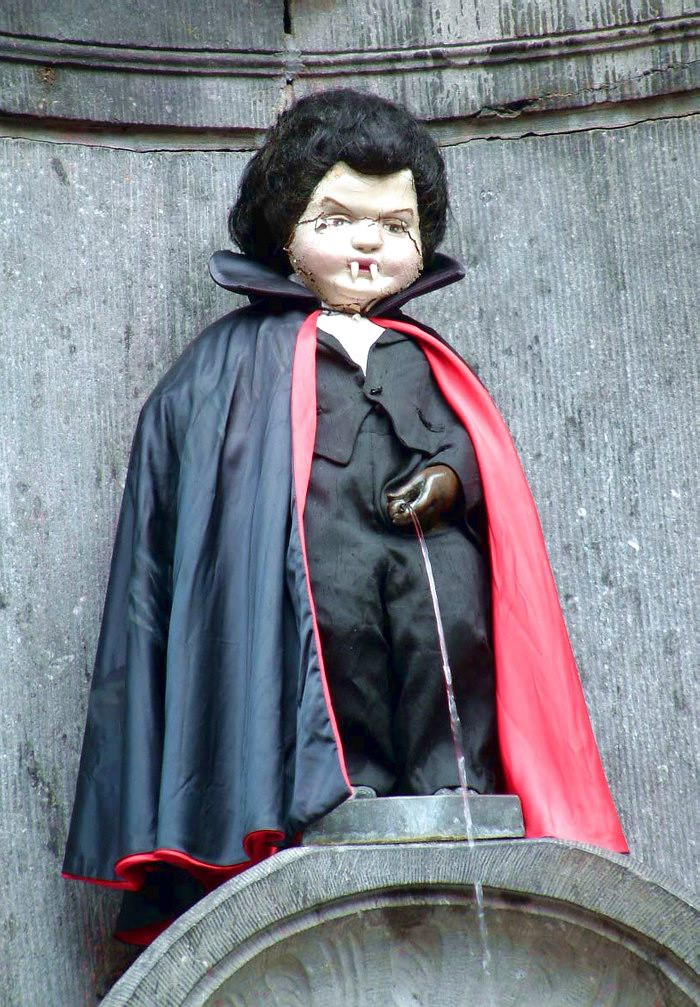
Le 15 mars 2002, en Dracula.
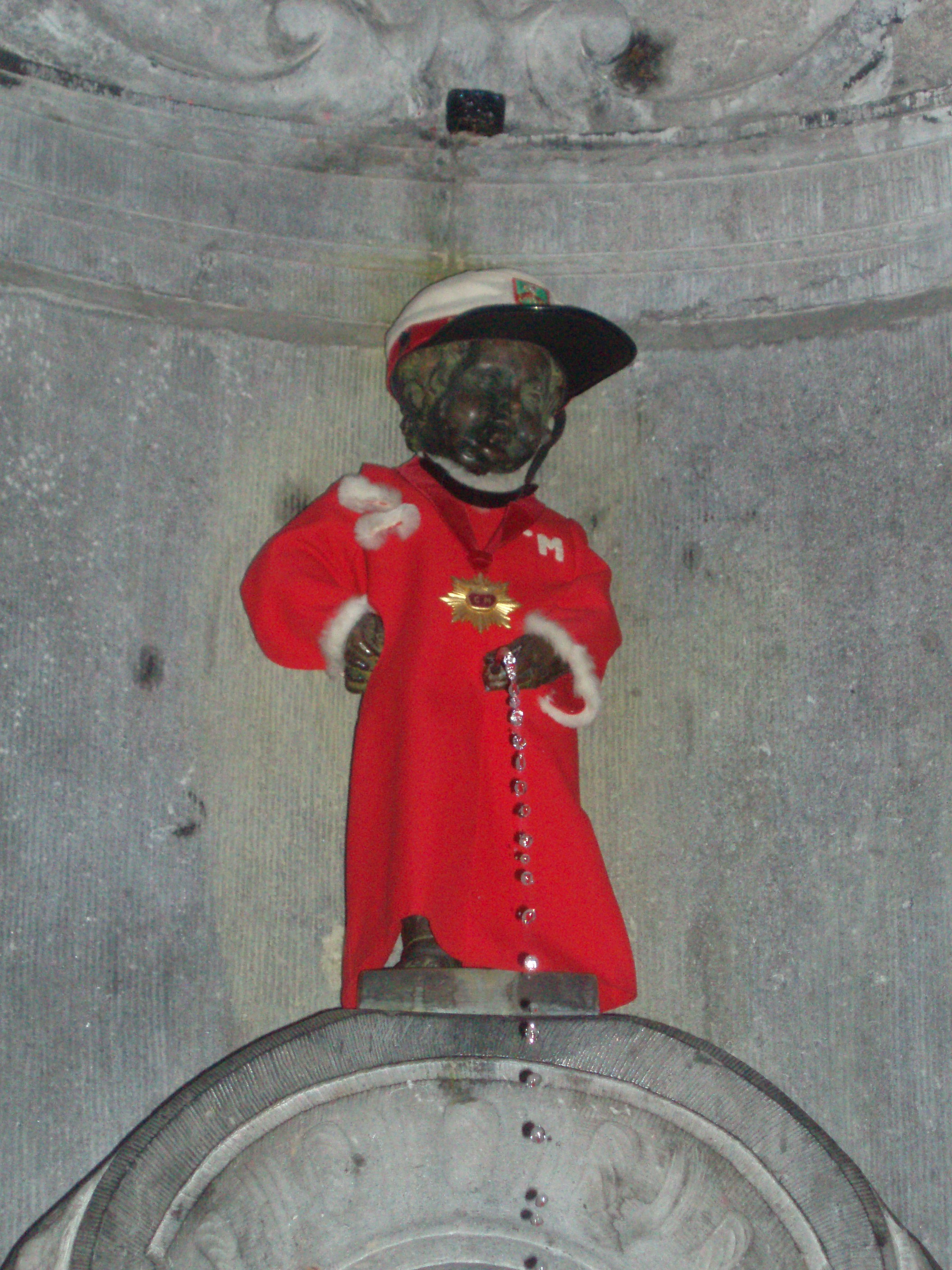
19 septembre 2007, en carabin du Cercle de Médecine de l'ULB.
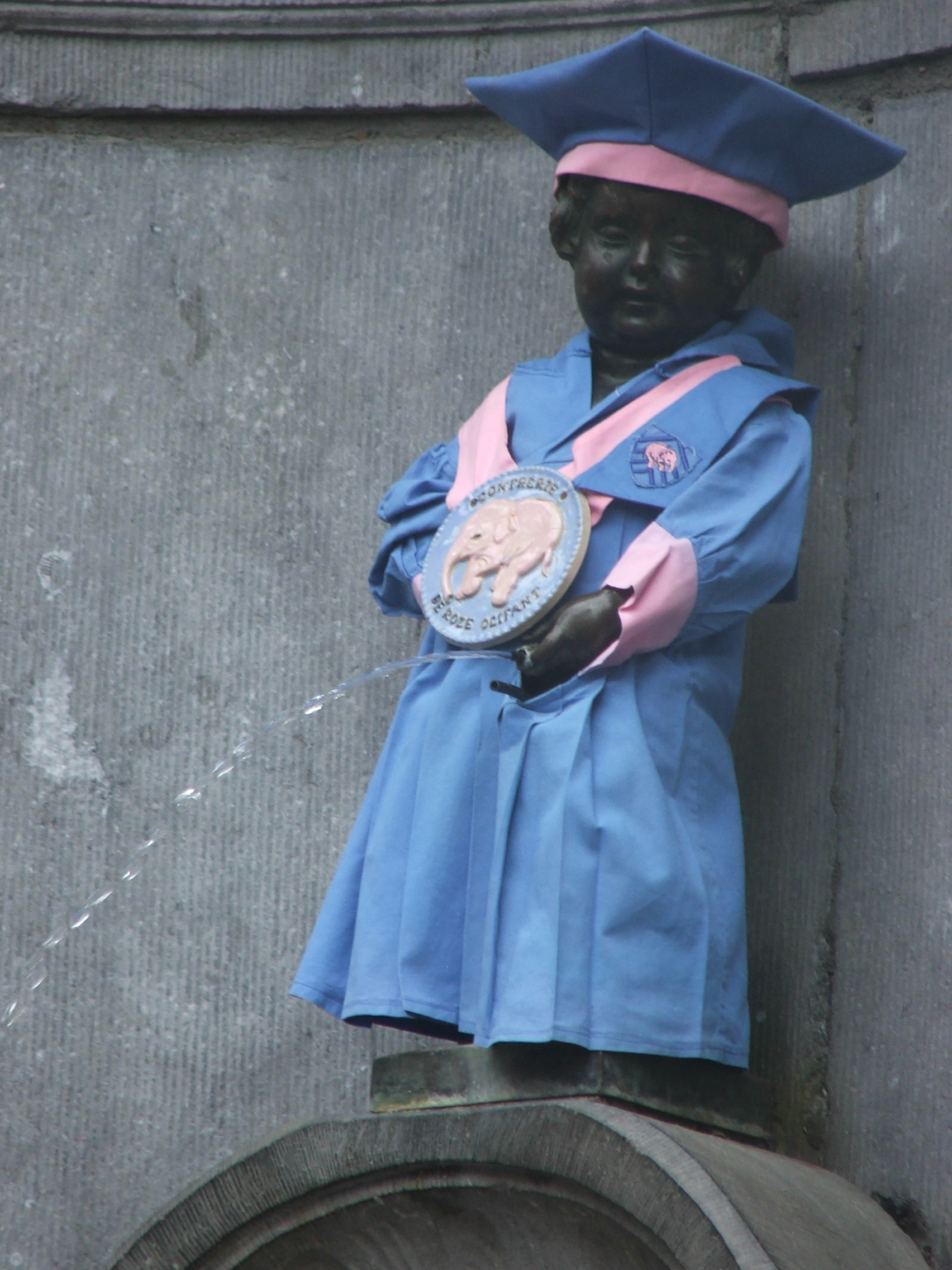
16 août 2008, en tenue de la Confrérie de l'éléphant rose.
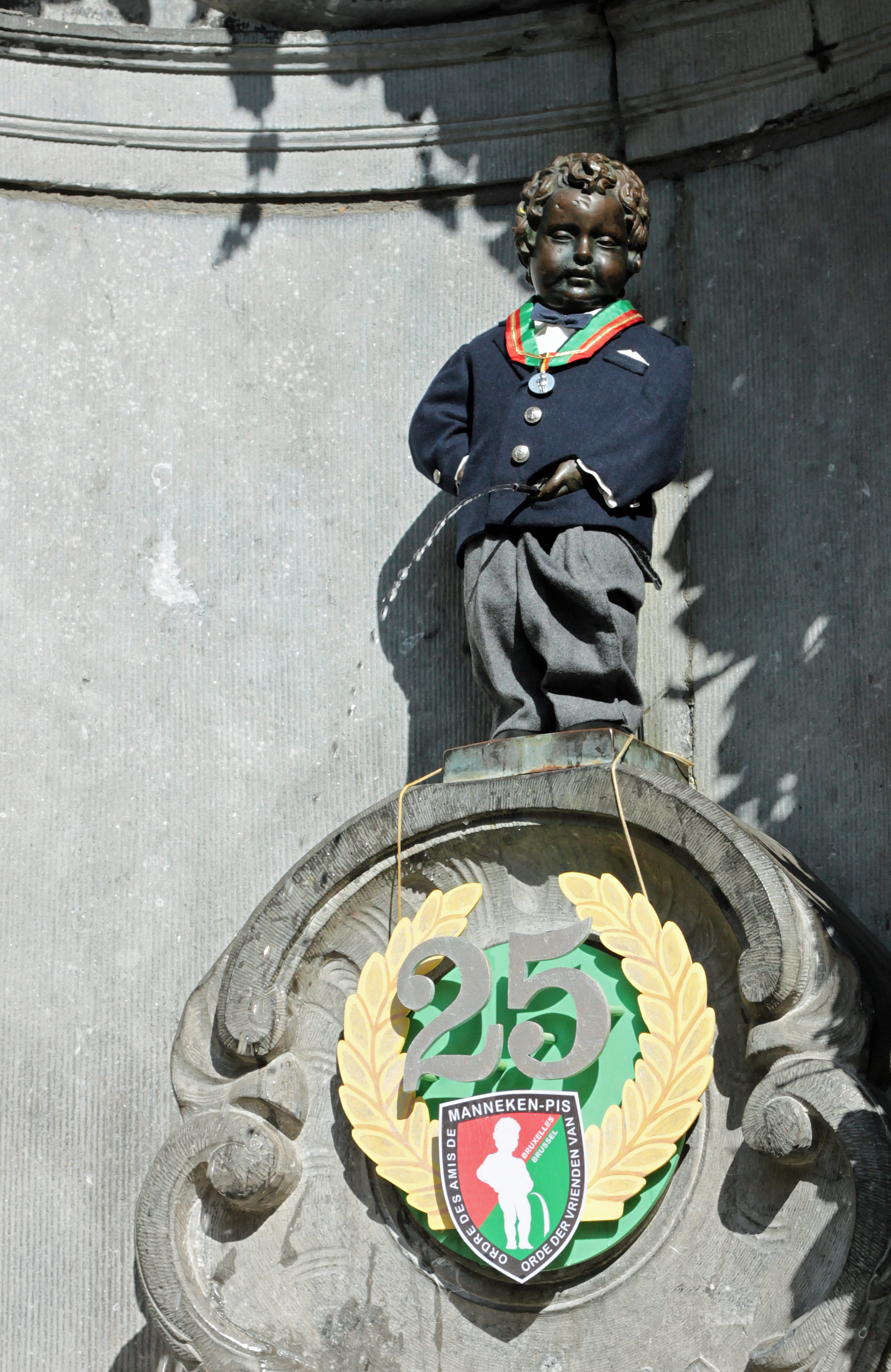
3 septembre 2011, en costume de l'Ordre des Amis du Manneken-Pis, pour leur 25e anniversaire.
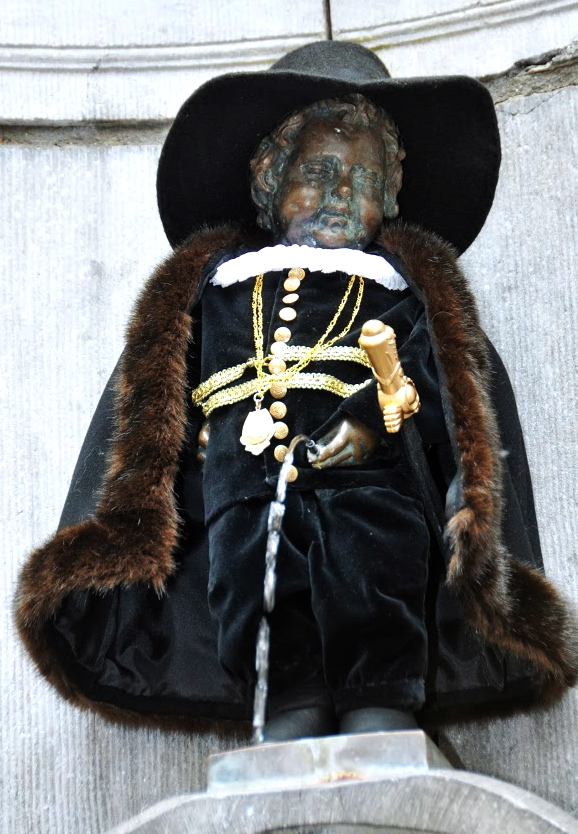
22 juin 2013, Manneken-Pis en habit de bourgmestre des Lignages de Bruxelles qui lui offrent ainsi son 902e costume[60].
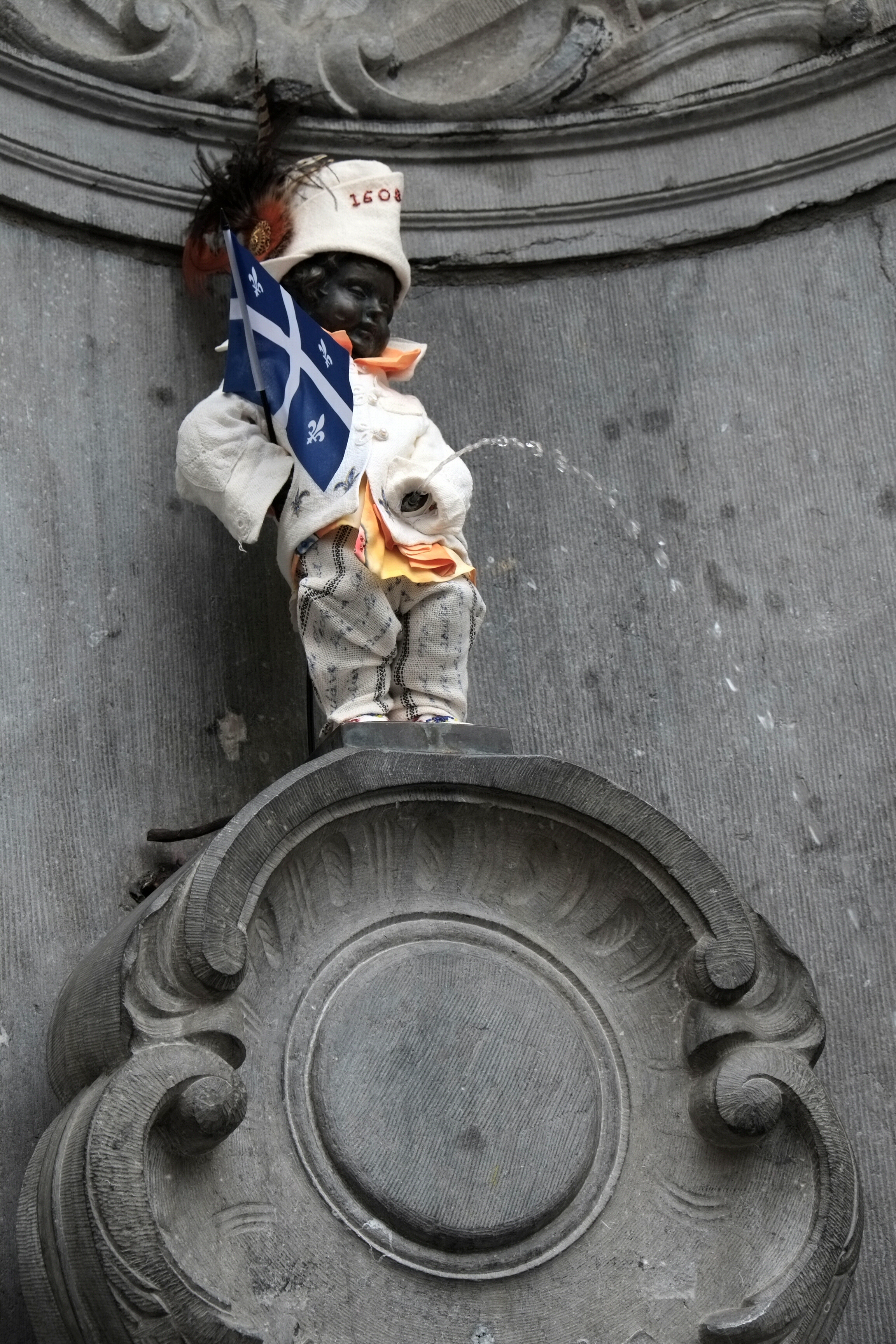
24 juin 2013, habillé en blanc pour souligner la Fête nationale du Québec.
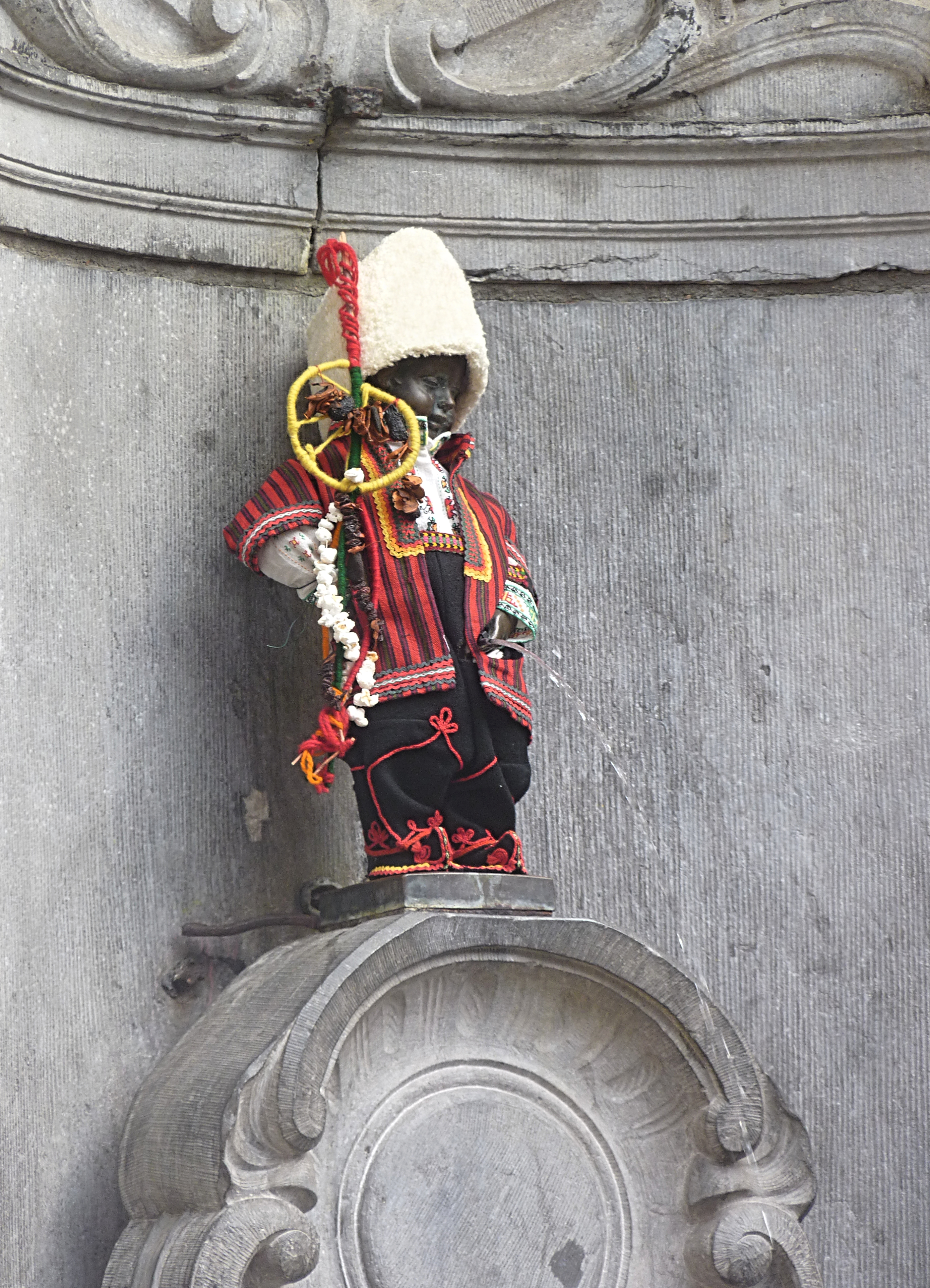
4 mai 2014, habillé en costume bulgare à l'occasion du Balkan Trafik Festival.
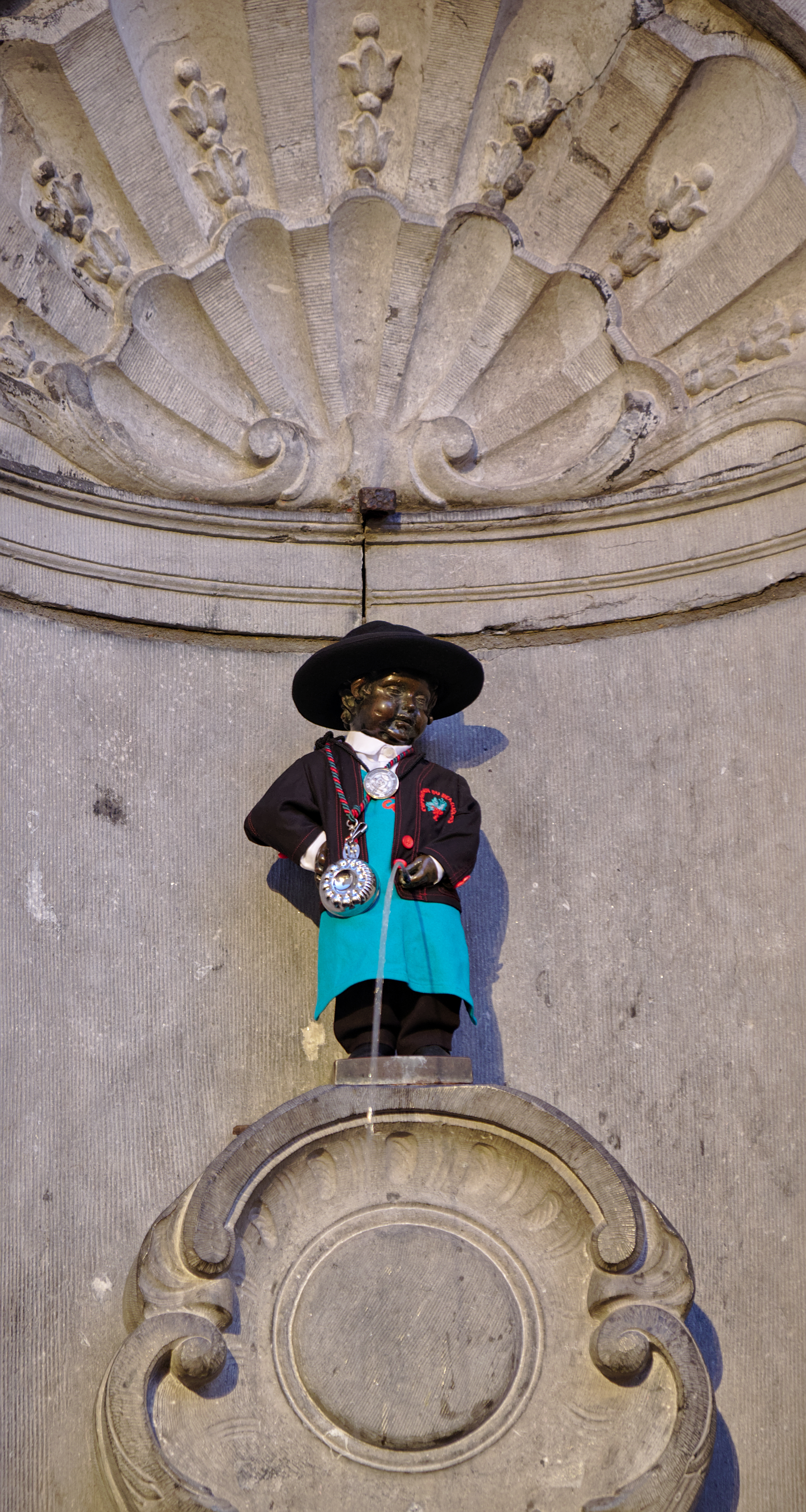
« Les Compagnons du Beaujolais » (15 novembre 2018).
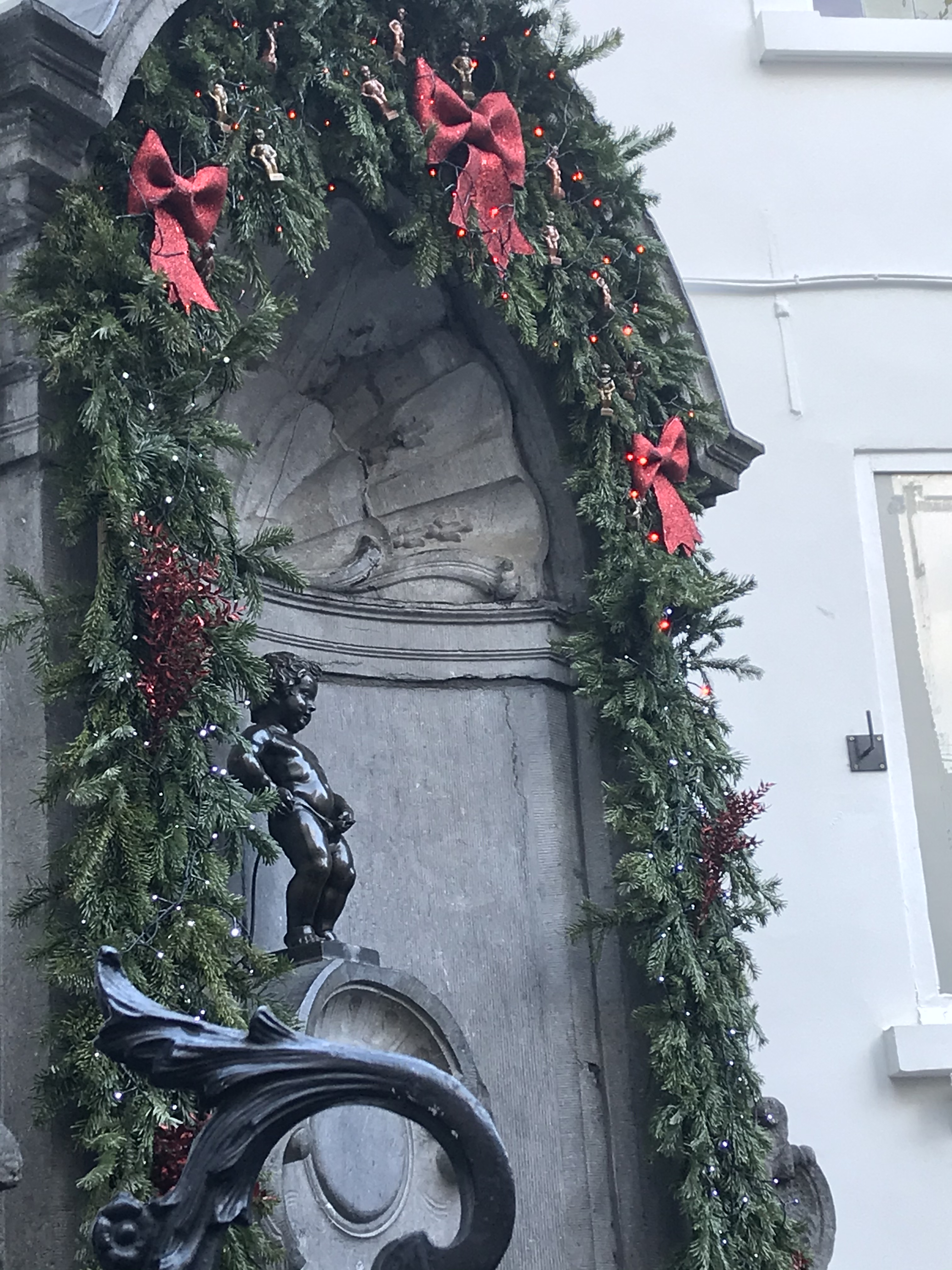
Le Manneken Pis le 29 décembre 2019 avec les décorations de Noël.

## Ordre des Amis de Manneken-Pis
Depuis 1954, la remise officielle des nouveaux costumes est encadrée par l’ordre des Amis de Manneken-Pis fondé cette année-là pour consolider la tradition folklorique.
L'Ordre, dans sa forme actuelle, a été relancé en 1985 par l'historien journaliste Antoine Demol et compte plus de 150 membres. L'Ordre a pour objectif de stimuler le développement culturel, touristique, philanthropique et commercial de la Belgique en général, et plus particulièrement de préserver les traditions liées au personnage de Manneken-Pis. L'Ordre est toujours présent lors des cérémonies qui entourent la remise de nouveaux costumes et lors de salutations à la statuette et des anniversaires de remise. Pour devenir membre de l'Ordre il faut respecter une période de stage d'au moins deux ans et être proposé et soutenu par un parrain et une marraine qui sont déjà membres de l'Ordre depuis plus d'un an. Les candidats-membres doivent montrer leur intérêt pour tout événement culturel et folklorique concernant le Manneken-Pis.

## Historique des habilleurs de Manneken-Pis
- M. Louis Anthoen l'habillait avant 1756 ;
- M. Henri Wauters fut désigné par les trésoriers et receveurs de Bruxelles le 3 février 1756 et signa le premier inventaire connu ;
- M. Sébastien Wauters succéda à son père en 1770, mais démissionna en 1776 ;
- M. Dominique De Paep sollicita cet emploi et, jusqu'en 1930 ;
- M. Léon Van De Putte occupa ce poste de 1930 à 1933 ;
- M. Louis Smet lui succède de 1933 à 1940 ;
- De 1940 à 1944, Manneken-Pis ne fut jamais habillé ;
- M. Albert Dupré a repris la fonction de 1944 à 1946 ;
- M. Achille Vander Haegen de 1946 à 1965 ;
- M. Jean-Baptiste Walschaert de 1965 à 1974 ;
- M. Jacques Stroobants de 1975 à 2005 ;
- M. Jean-Marc Ahime de 2005 à 2010 ;
- Mme Janine Gettemans de 2010 à 2014 ;
- M. Nicolas Edelman depuis juillet 2014...

## Accessibilité
Ce site est desservi par la station de prémétro Bourse.